# Dvojac s kormilarom
Dvojac s kormilarom (2+) je čamac za natjecateljsko veslanje na mirnim vodama čiju posadu čine dva rimen veslača (desni i lijevi) i kormilar. Kormilar je najčešće smješten u ležećem položaju u pramcu odmah iza leđa veslača na broju 1 i gleda u smjeru plovidbe. U nekim čamcima smješten je u sjedećem položaju na suprotnom kraju, licem okrenutim prema štrokeru. U ležećem položaju manji je otpor vjetra i težina bolje raspoređena. U oba položaja kormilar upravlja čamcem putem ručice koja je sajlama povezana s kormilom. Kormilo se (kod svih čamaca) nalazi na štrokerovom kraju čamca uz kobilicu ili kod samog vrha.
Stariji čamci napravljeni su od drveta, a suvremeni čamci rade se od čvrstih lakih kompozitnih materijala, zbog čega su nešto lakši od svojih prethodnika. U usporedbi s dvojcem bez kormilara, dvojac s kormilarom može biti nešto dulji (oko 10-11 m) i teži. Oznaka koja se koristi za tu klasu čamca je "2+", pri čemu se broj 2 odnosi na ukupan broj veslača koji pokreću čamac, a plus označava da uz njih u čamcu postoji i kormilar. S obzirom na prisustvo kormilara, fizički je zahtjevniji i sporiji od dvojca bez kormilara. Prednost je što su veslači rasterećeni svih drugih zadaća osim samog veslanja, jer u dobro uvježbanim posadama u elitnom veslanju kormilar može davati upute, donositi taktičke odluke, voditi računa o poziciji čamca i smjeru kretanja te mogućim sudarima na stazi.
Dvojac s kormilarom bio je jedna od izvornih olimpijskih veslačkih disciplina, no danas više nije dio olimpijskog programa. Posljednji put dvojci s kormilarom natjecali su se na Olimpijskim igrama 1992., na svjetskim prvenstvima 2017., a na europskim 2010. godine. I dalje su dio programa nekih regata. U Hrvatskoj su dvojci s kormilarom rijetkost.